# 佩魯恰茨湖

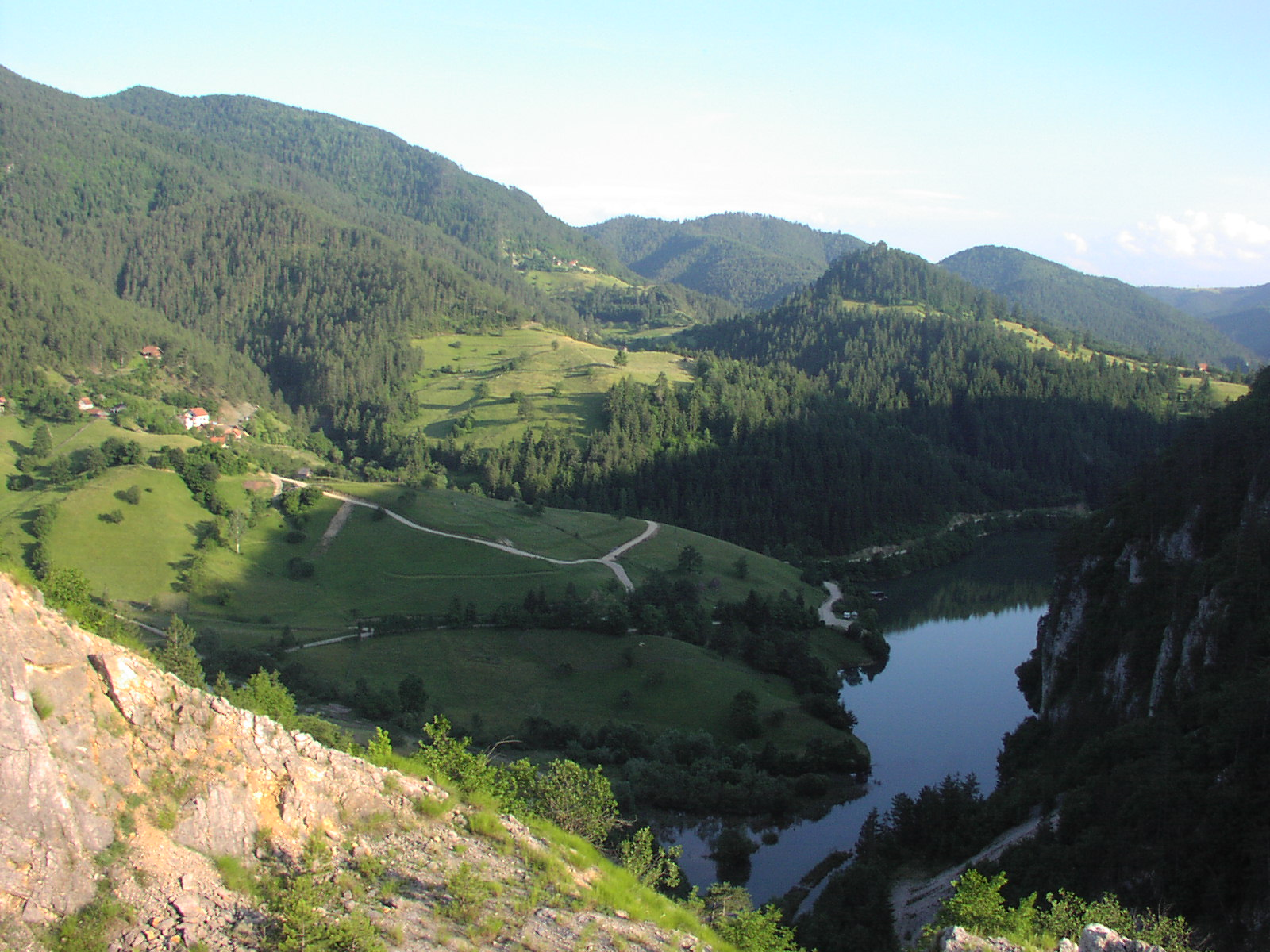

佩魯恰茨湖是歐洲東南部的湖泊，位於塞爾維亞與波斯尼亞和黑塞哥維那接壤的邊界，屬於德里納河的一部分，長50公里，面積12.4平方公里，海拔高度290米。